# Altermetoponia rubriceps
Altermetoponia rubriceps is een vliegensoort uit de familie van de Stratiomyidae. De wetenschappelijke naam van de soort is voor het eerst geldig gepubliceerd in 1847 door Macquart.